# Jaranwala
Jaranwala (pendżabski/urdu: جڑانوالہ‬) – miasto w Pakistanie, w prowincji Pendżab. Według danych na rok 1998 liczyło 106 985 mieszkańców.